# 桓仁鎮
桓仁鎮（かんじん-ちん）は中華人民共和国遼寧省本渓市桓仁満族自治県に位置する鎮。世界遺産「高句麗前期の都城と古墳」の五女山城が鎮内にある。

## 行政区画
13行政村を管轄し、137居民組を構成する。